# Transfusió de plaquetes
La transfusió de plaquetes, també coneguda com a administració de concentrat de plaquetes, s'utilitza per prevenir o tractar l'hemorràgia en persones amb recompte de plaquetes baix o funció plaquetària pobre. Sovint això passa en persones que reben quimioteràpia contra el càncer. Sovint es fa transfusió preventiva en persones amb nivells de plaquetes inferiors a 10 x 109/L. En aquells que estan sagnant, la transfusió se sol realitzar a menys de 50 x 109/L. Normalment es recomana que hi hagi coincidència del grup sanguini (AB0, RhD) abans d'administrar-la. No obstant això, sovint s'utilitzen plaquetes no coincidents a causa de la indisponibilitat de plaquetes coincidents. Es donen per injecció en una vena.
Els efectes secundaris poden incloure reaccions al·lèrgiques com ara anafilaxi, infecció i lesió pulmonar. Les infeccions bacterianes són relativament més freqüents amb les plaquetes, ja que s'emmagatzemen a temperatures més càlides. Les plaquetes es poden produir a partir de sang sencera o per afèresi. Es conserven fins a cinc o set dies.
Les transfusions de plaquetes es van iniciar als anys 50 i 60. Està a la Llista de medicaments essencials de l'Organització Mundial de la Salut. Algunes versions de plaquetes s'han eliminat parcialment els glòbuls blancs o s'han irradiat, i que així tenen beneficis específics per a determinades poblacions.